# Charles Fauvel

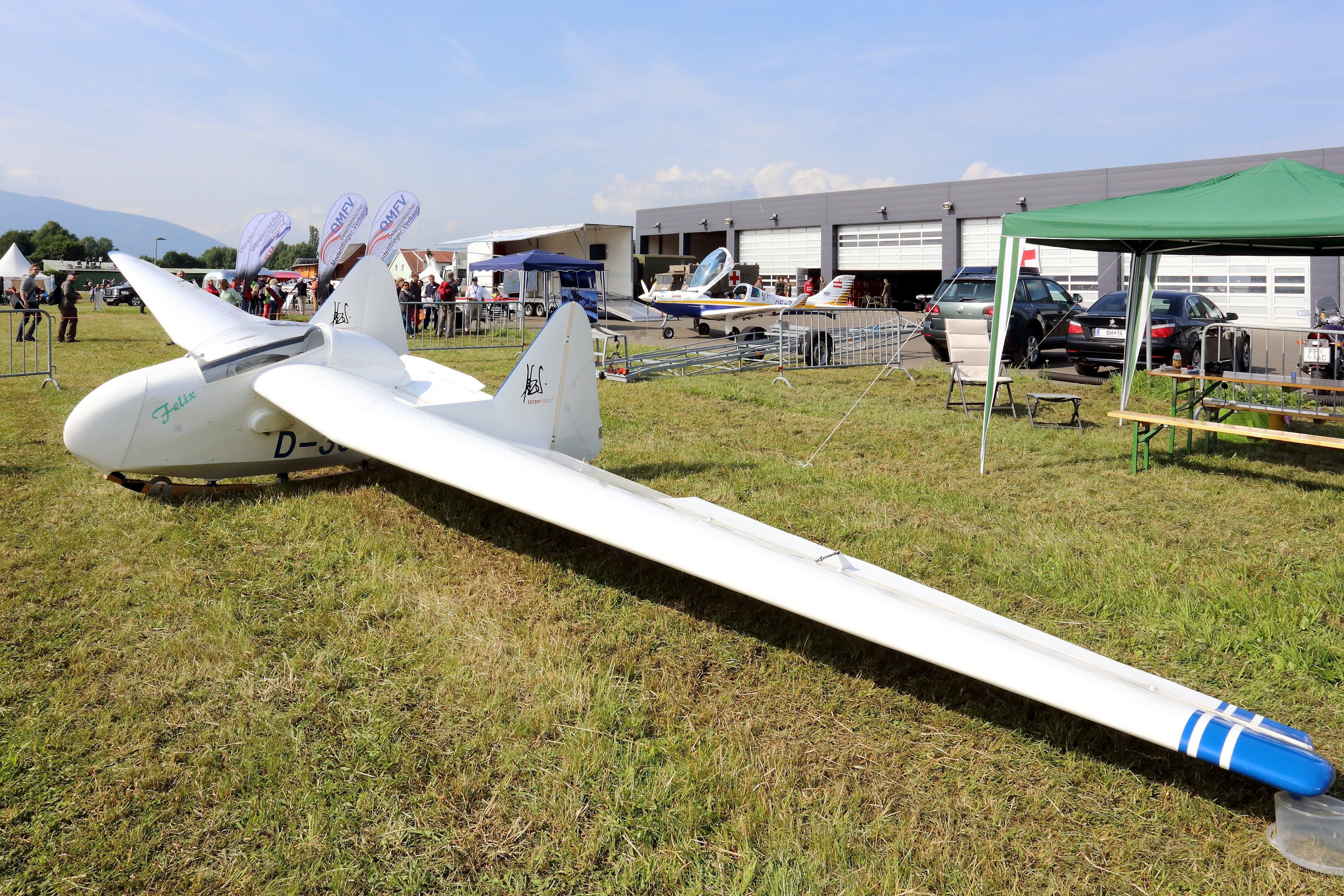
AV.36 – bekanntester Nurflügler des französischen Konstrukteurs Charles Fauvel

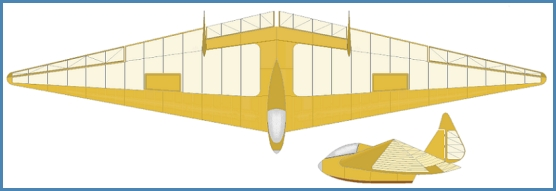
Fauvel AV3 1933

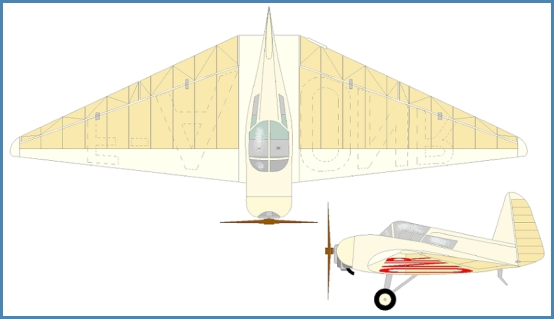
Fauvel AV10 1935

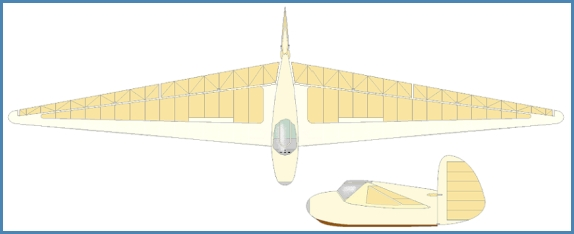
Fauvel AV17 1944

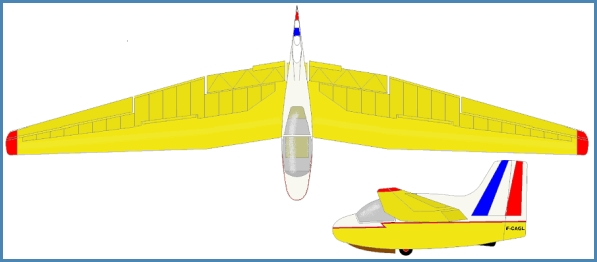
Doppelsitzer AV22 1956

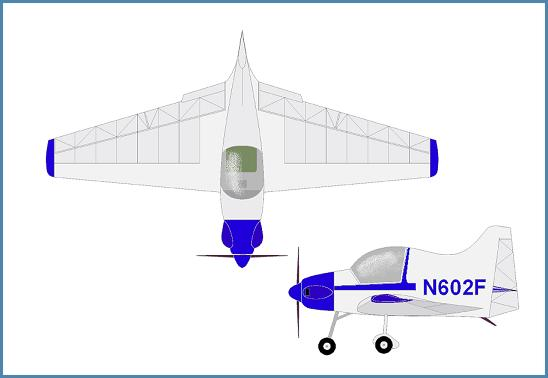
Fauvel AV60 1960

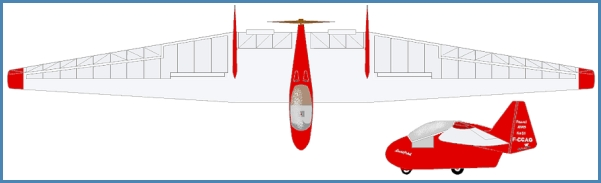
AV 45 Prototyp

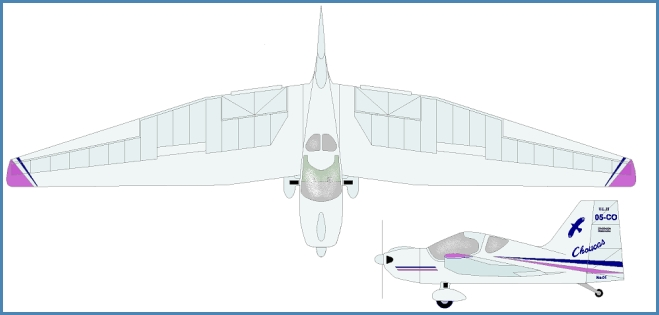
Noin Choucas

Charles Fauvel (* 31. Dezember 1904 in Angers; † 10. September 1979 in Italien) war ein französischer Flugzeugkonstrukteur.

## Leben
Charles Fauvel wurde von der Luftfahrt schon im frühen Alter angezogen. Ab 1913 baute er Modellflugzeuge und nahm an Modellflug-Wettbewerben teil. 1923 erhielt er ein Stipendium zur Flugausbildung und erwarb eine Pilotenlizenz. Danach trat er in die Akademie der französischen Luftwaffe ein. Im Jahr 1925 flog er seinen ersten Wettbewerb in Vauville, Manche. Im selben Jahr traf er während seines Militärdienstes in Châteauroux auf Pierre Massenet und wurde Mitbegründer des Luftfahrt-Clubs an der Militärakademie.
Charles Fauvel wurde durch seine Konstruktionen von Nurflügelflugzeugen bekannt. 1925 entwarf er seinen ersten Nurflügler AV.1, es folgten weitere Varianten AV.2 bis zur AV.10, die 1937 erstmals flog. Die Typenbezeichnung AV steht für Aile Volante (fliegender Flügel).
Bedingt durch den Zweiten Weltkrieg wurden seine Entwicklungen und Arbeiten unterbrochen. Als im Jahr 1940 Deutschland Frankreich überfiel, wurde Charles Fauvel als Kommandeur einer Fliegerstaffel nach Marokko abkommandiert. Nach dem Waffenstillstand zurück in Frankreich wurde Fauvel zum Leiter des Luftwaffen-Zentrums in Avignon ernannt. Im Mai 1945 wurde er Leiter der Luftfahrttechnischen Einrichtung in Castelnaudary und nahm die Zusammenarbeit mit der „Société Aéronautique du Rhône“ auf, um seine entwickelte AV.17, bezogen auf das AV.3-Modell, zu fertigen. Charakteristisches Merkmal aller Fauvel-Entwürfe bis zur AV.17 war ein Einfachtrapezflügel mit starker Zuspitzung.

### Erfolgsmodelle

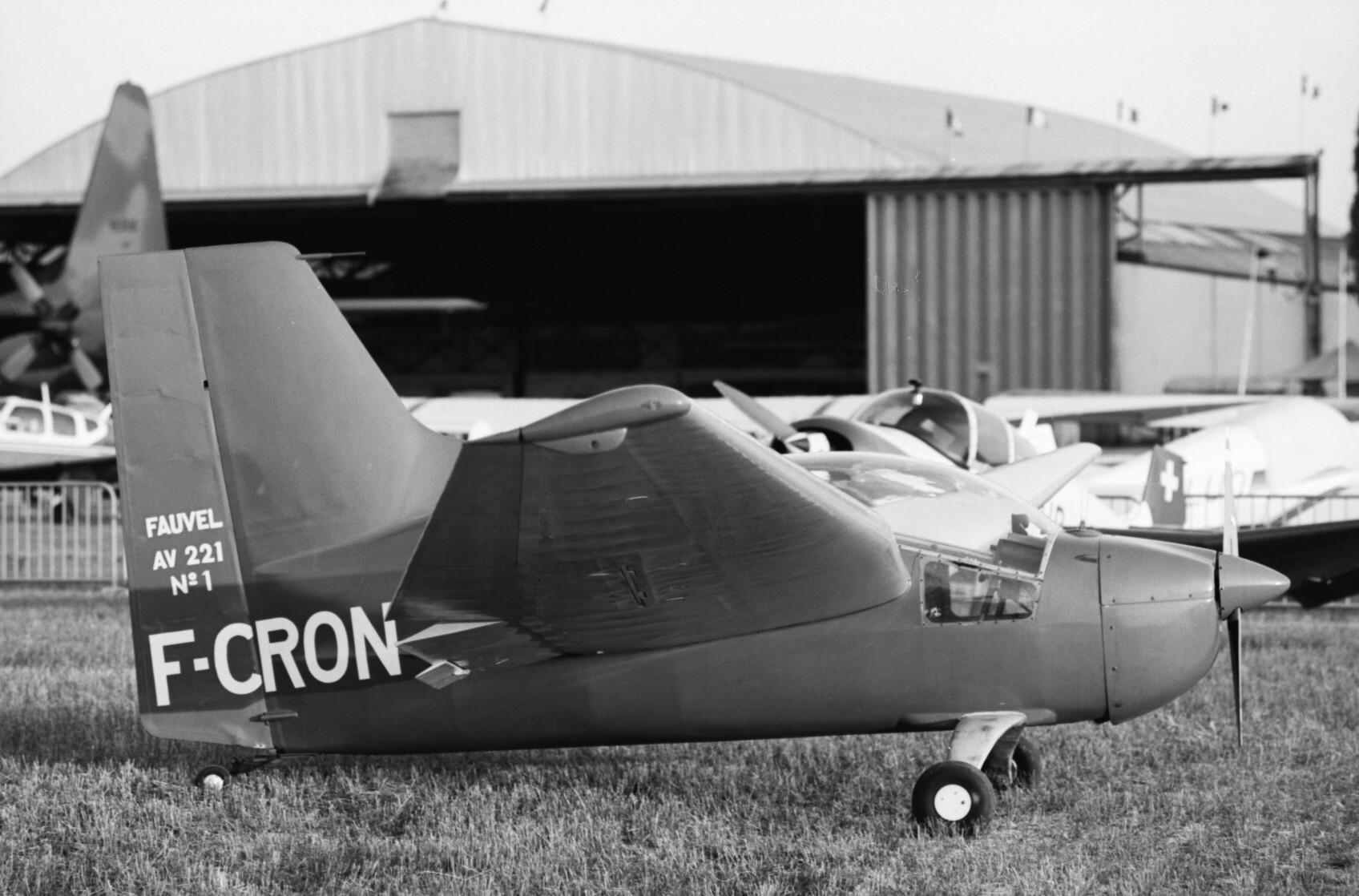
AV 221 Nr. 1

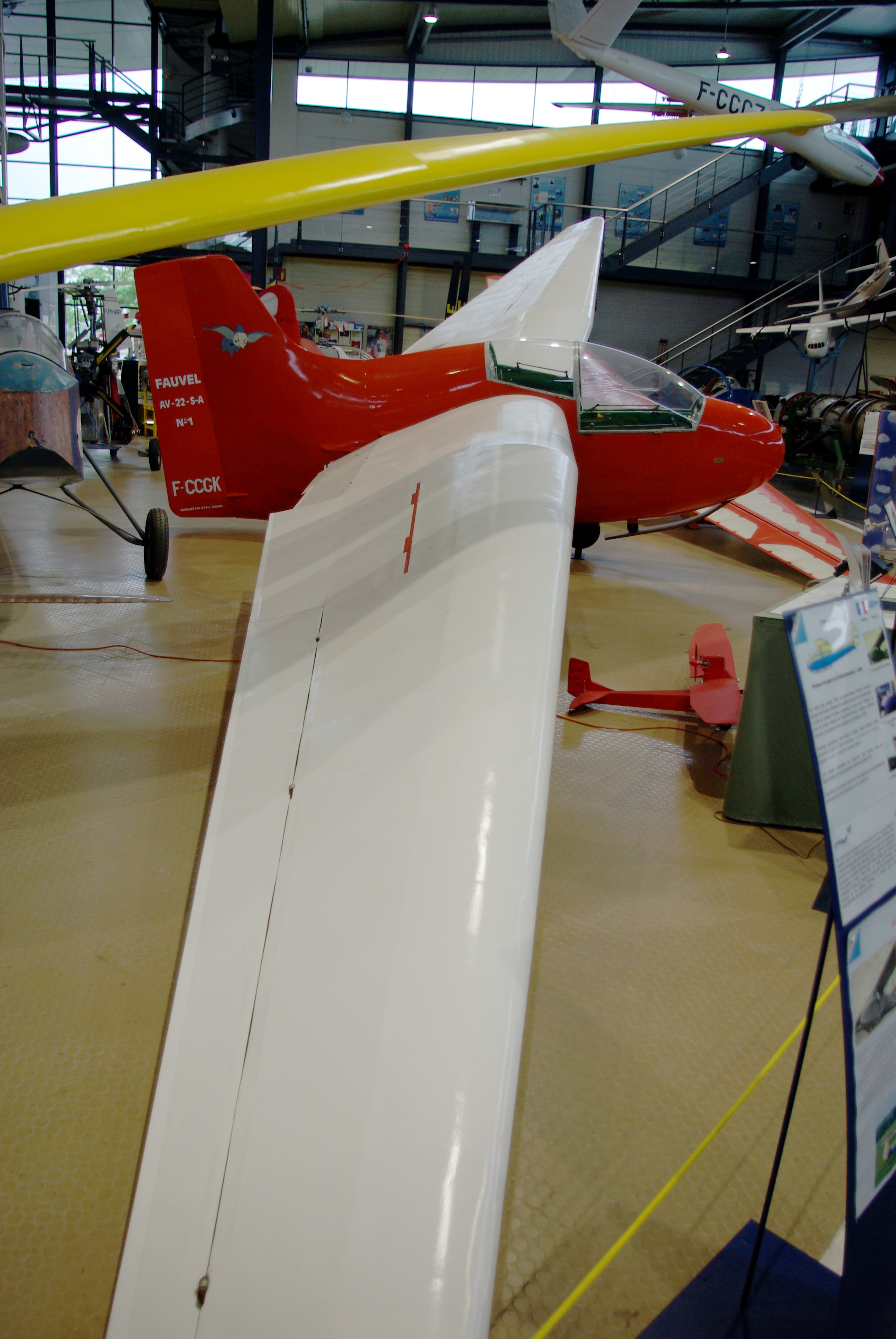
AV 22

Numerisch folgte auf die AV.17 der Doppelsitzer AV.22. Hier waren die Sitze in Tandem-Anordnung eingebaut. Aus dieser Maschine wurden dann die Motorsegler AV.221 und AV.222 abgeleitet, die nebeneinanderliegende Sitze hatten. Die AV.222 hatte ein Zentralrad mit Stützrädern, wohingegen einige AV.221 ein Zweibeinfahrwerk erhielten.
Fauvels größter kommerzieller Erfolg war jedoch das Nurflügelsegelflugzeug Fauvel AV.36, das erstmals 1951 geflogen wurde und danach in über 16 Ländern der Welt zum Einsatz kam. Bei der AV.36 wich Fauvel erstmals vom Einfachtrapezflügel ab und verwendete ein rechteckiges Flügelmittelstück.
Ab 1955 wurde die AV.36 auch in Deutschland gebaut. 1954 gründete Charles Fauvel im südfranzösischen Cannes das Unternehmen „Survol“, um den Nurflügelbau zu fördern.
Im Jahr 1956 stellte er die AV.22 vor. Von dieser zweisitzigen Version wurden sechs Maschinen gebaut. 1971 beschloss Charles Fauvel, neben der kommerziellen Produktion seiner Nurflügelflugzeuge auch einfachere Versionen für Hobbyflugzeugbauer zu fertigen.
Das Unternehmen Survol stellte Bausätze und Zeichnung unter der Typenbezeichnung AV.361 (Segler), AV.45/AV.451 (Motorsegler auf Basis der AV.361) und AV.60 (Motorflugzeug) her. Wie viele Fauvel-Maschinen weltweit gefertigt wurden, ist nicht genau belegt. Es existiert aber ein Foto einer AV.361 (F-CRQX) mit der aufgemalten Werknummer 222 oder 232. Es darf davon ausgegangen werden, dass damit die gesamte Baureihe AV.36/361 einschließlich gelieferter Bausätze und der deutschen Lizenzbauten gemeint ist.
Fauvels letzte Kreation war die AV.451, die gegenüber der AV.45 eine auf 15 m vergrößerte Spannweite aufwies und mit einem Wortmann-Laminarprofil FX 66-H-159 ausgestattet war. Diese Maschine flog erstmals 1978 und erreichte eine Gleitzahl von 32. Das Cockpit war vergrößert worden und die Kabinenhaube stammte von einer Grob G102 Standard Astir CS77. Zum Bau einer Version in Kunststoffbauweise (AV.48) kam es nicht mehr.
Die AV.451 war (abgesehen von der Horten IVb von 1944) bis 1988 (als die SB13 flog) der einzige Versuch, ein schwanzloses Segelflugzeug mit einem Laminarprofil auszustatten. Somit unterblieb ein direkter Leistungsvergleich des Nurflügels zu zeitgenössische Normalsegelflugzeugen bis 2016, als Jim Marske (der weltweit einzige andere Hersteller von Nurflügel-Segelflugzeugen) seinen 15-m-Brettnurflügel Pioneer 4 vorstellte, der nach Angaben des Herstellers Kollman Composites eine Gleitzahl von 48 erreicht.
Fauvel war auch Inhaber eine Reihe von Weltrekorden, darunter auch ein Höhen- und Dauerflug im Jahre 1929 für Flugzeug unter 400 kg Gesamtmasse.

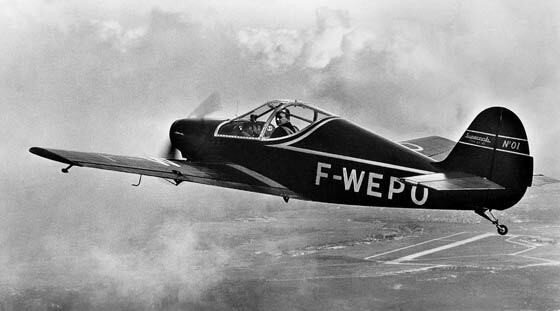
CAB GY-30 Supercab – mit diesem Typ verunglückte Charles Fauvel 1979

Er starb am 10. September 1979 am Steuer seines Flugzeuges CAB GY-30 Supercab bei einer Alpenüberquerung nördlich von Genua in Italien.
Am 23. Mai 2000 wurde der Asteroid (11849) Fauvel nach ihm benannt.

## Sonstiges
1996 brachte die Firma Alpaero den Ultraleicht-Motorsegler "Choucas" des Konstrukteurs Claude Noin als Bausatz-Flugzeug heraus.
Die Auslegung entspricht der einer verkleinerten AV 221. Die zweisitzige Maschine hat eine Länge von 5,35 m und eine Spannweite von 14,35 m. Das Flügelprofil ist das Fauvel F2 mit 17 % Dicke. Inzwischen wurden etwa 14 "Choucas" ausgeliefert.